# Léon Aréga
Léon Aréga, né en 1908 à Przasnysz, en Pologne (dans la partie alors dépendante de l’Empire russe), est le pseudonyme d’un écrivain français,.

## Œuvres
- Comme si c’était fini, Paris, Éditions Gallimard, coll. « Blanche », 1946, 361 p. (BNF 34195469)
- À l’essai, Paris, Éditions Gallimard, coll. « Blanche », 1951, 259 p. (BNF 31728867), réédition, Bouclard Éditions, 2024, coll. Récidive
- Le Même Fleuve, Paris, Éditions Gallimard, coll. « Blanche », 1954, 216 p. (BNF 31728869)
- Pseudonymes, Paris, Éditions Gallimard, coll. « Blanche », 1957, 252 p. (BNF 31728870)
- Aucune trace, Paris, Éditions Gallimard, coll. « Blanche », 1963, 239 p. (BNF 32905720)
- Le Débarras, Paris, Éditions Gallimard, coll. « Blanche », 1967, 223 p. (BNF 32905721)[3],[4]